# Долматов, Игорь Николаевич
Игорь Николаевич Долматов (22 января 1970, Нижний Тагил, Свердловская область, РСФСР, СССР — 1 сентября 2015, там же) — советский и российский футболист и игрок в мини-футбол, играл на позициях защитника и полузащитника.

## Карьера
Воспитанник ДЮСШ «Уралец» из его родного города Нижнего Тагила. Профессиональную карьеру начал в 1987 году в «Уральце». В 1989 году играл за «МЦОП-Металлург» Верхняя Пышма. Далее выступал за смоленскую «Искру», однако в 1991 году вернулся в «Уралец». После распада СССР перешёл в «Динамо-Газовик», за который в высшей лиге дебютировал 29 марта 1992 года в выездном матче 1-го тура против камышинского «Текстильщика», проведя на поле полный матч. Тот же сезон доигрывал в «Уральце». В 1995 году играл за «Горняк» из города Кушва, а также казахстанский «Горняк» Хромтау, в котором и завершил профессиональную карьеру. С 1996 по 1997 годы играл за любительские клубы «Михалюм» и «Ява-Кедр».
В 1995—1998 годах играл в высшей лиге чемпионата России по мини-футболу за «Строитель» (Новоуральск).
Скончался 1 сентября 2015 года. Похоронен в Нижнем Тагиле.